# Irmãs Oblatas do Espírito Santo
As Oblatas do Espírito Santo (italiano: Suore Oblate dello Spirito Santo; latim: Institutum Oblatarum Spiritus Sancti; abreviatura: O.S.S.) é um instituto religioso de direito pontifício cujos membros professam votos públicos de castidade, pobreza e obediência e seguem o caminho evangélico da vida em comum.
Sua missão inclui a educação da juventude, atividades catequéticas e pastorais.
Este instituto religioso foi fundado em Lucca, Itália, em 1882, por Santa Elena Guerra. 
As irmãs têm casas em Camarões, Canadá, Itália, Filipinas e Ruanda. A Casa Geral da Congregação pode ser encontrada em Roma, Itália.
Em 31 de dezembro de 2008, havia 232 Irmãs em 36 comunidades.